# Związek gmin Denzlingen-Vörstetten-Reute
Związek gmin Denzlingen-Vörstetten-Reute – związek gmin (niem. Gemeindeverwaltungsverband) w Niemczech, w kraju związkowym Badenia-Wirtembergia, w rejencji Fryburg, w regionie Südlicher Oberrhein, w powiecie Emmendingen. Siedziba związku znajduje się w miejscowości Denzlingen, przewodniczącym jego jest Lothar Fischer.
Związek zrzesza trzy gminy wiejskie:
- Denzlingen, 13 712 mieszkańców, 16,95 km²
- Reute, 3 052 mieszkańców, 4,79 km²
- Vörstetten, 2 955 mieszkańców, 7,89 km²